# Пиксур
Пи́ксур — село в Даровском районе Кировской области, административный центр Пиксурского сельского поселения.

## География
Находится на расстоянии примерно 15 км на север от райцентра поселка  Даровской.

## История
Основано в 1861 г. при строительстве Владимирской церкви. Упоминается с 1891 г. как село Пиксур или Владимирское, в 1905 г. учтено дворов 3 и жителей 28, в 1926 г. 19 и 42, в 1950 г. 41 и 157, в 1989 г. проживало 396 чел. Деревянная церковь построена в 1861 г., каменная — в 1889—1899 гг. Действует епархиальный женский монастырь в честь Владимирской иконы Божьей Матери .

## Население
Постоянное население  составляло 293 человека (русских 98 %) в 2002 г., 210 в 2010 г..